# بيج بوس مان
 رايموند راي ترايلور  (بالإنجليزية: Big Boss Man)‏ ولد في (2 أيار 1963 - 22 سبتمبر 2004), كان مصارع أمريكي محترف، وقد كان معروف بأسمه في الحلبة بيغ بوس مان، وقد فاز ببطولة الهارديكور أربع مرات، وأنضم للدبليو دبليو أي في 12 أكتوبر 1998 , وبدأ عدأ مع ستيف أوستين ومع دي أكس، وقد كان بوس مان أول عضو في فريق فينس مكمان، وكان حارس شخصي لشين مكمان أبن فينس، وفاز ببطولة الفرق مع كين شامروك، وخسر ضد الأندرتيكر في راسلمينيا في مباراة الجحيم في القفص، وقد علق أندرتيكر بوس مان فوق القفص بعد المبارة، وبعدها دخل في عداء كبير مع أل سنو وقد تواجها في سمر سلام في مباراة من نوع التثبيت في أي مكان وقد ذهبو إلى الشارع وخلف الكواليس ومن ثم إلى الحانة وتمكن بوس مان من الفوز بصعوبة، وبعدها دافع عن لقب الهارديكور بنجاح بعد فوزه على كل من ال سنو وهارديكور هولي، ومن ثم خسر ضد تيست 

و بعدها دخل في عداء مع بيغ شو على بطولة دبليو دبليو أف، حيث قام بوس مان بالظهور في جنازة والد بيغ شو وقام بسحب التابوت وتمسك بيغ شو بالتابوت وقد سقط بيغ شو أرضا، وأصبح بوس مان المنافس الأول على البطولة، بعد فوزه على ذا روك في 15 نوفمبر 1999 , ولكنه خسر المبارة ضد بيغ شو وأنتهى العداء 

و في رويال رمبل سنة 2000 قام بوس مان بأقصاء راكيشي وتشاينا وفاروق، ولكنه أقصي من قبل ذا روك، وقد أنتهى عقده من الدبليو دبليو إي في 2003 

ترايلور متزوج ولديه بنتان وزوجته هي ديبي، وقد مات في أزمة قلبية في منزله بدالاس جورجيا في 22 سبتمبر عندما كان عمره 41.

## بطولاته وإنجازاته
- بطولة الهارديكور أربع مرات
- بطولة دبليو دبليو أف للفرق مرة واحدة مع كين شامروك

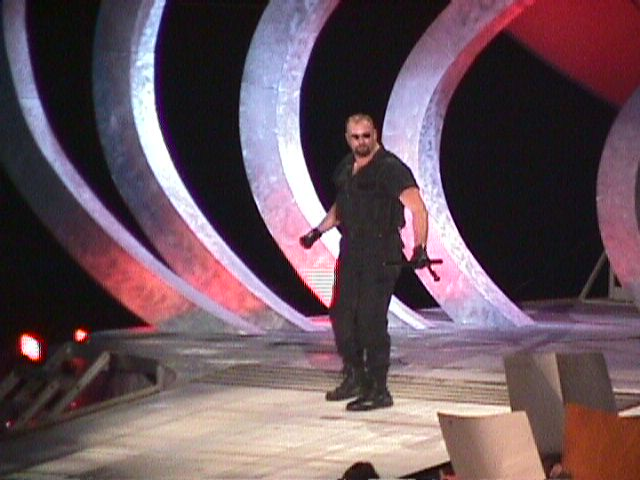
بيغ بوس مان في سماك داوون سنة 1999.

## روابط خارجية
- بيج بوس مان على موقع IMDb (الإنجليزية)
- بيج بوس مان على موقع ميوزك برينز (الإنجليزية)
- بيج بوس مان على موقع قاعدة بيانات الفيلم (الإنجليزية)
- بيج بوس مان على موقع دبليو دبليو إي (الإنجليزية)
- بيج بوس مان على موقع WrestlingData.com (الإنجليزية)
- بيج بوس مان على موقع CageMatch worker (الإنجليزية)
- بيج بوس مان على موقع قاعدة بيانات المصارعة على الإنترنت (الإنجليزية)
- بيج بوس مان على موقع عالم المصارعة على الإنترنت (الإنجليزية)
- بيج بوس مان على موقع عالم المصارعة على الإنترنت (الإنجليزية)